# 化石燃料

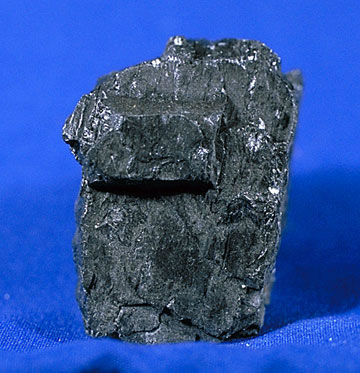
煤炭，化石燃料之一

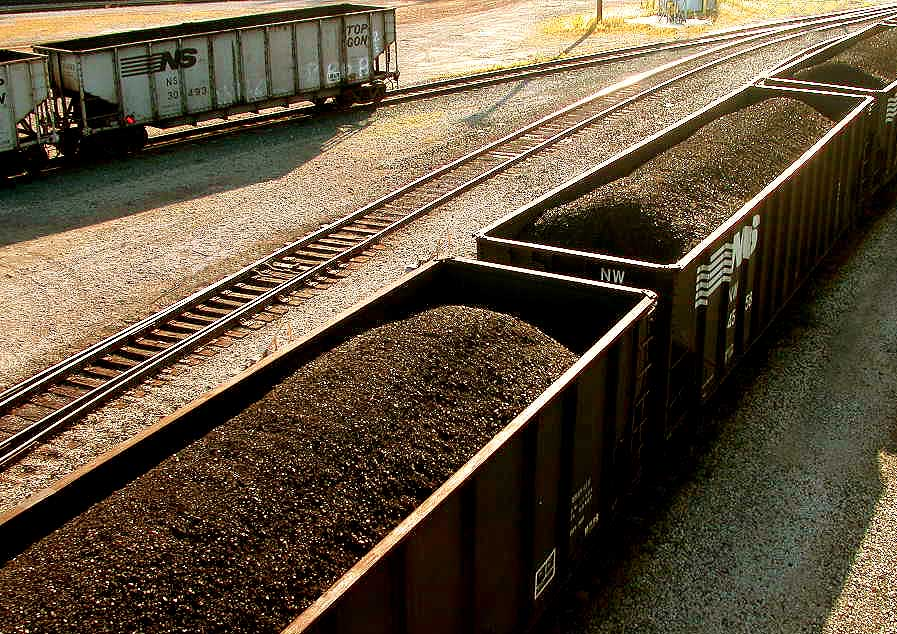
運載化石燃料的火車

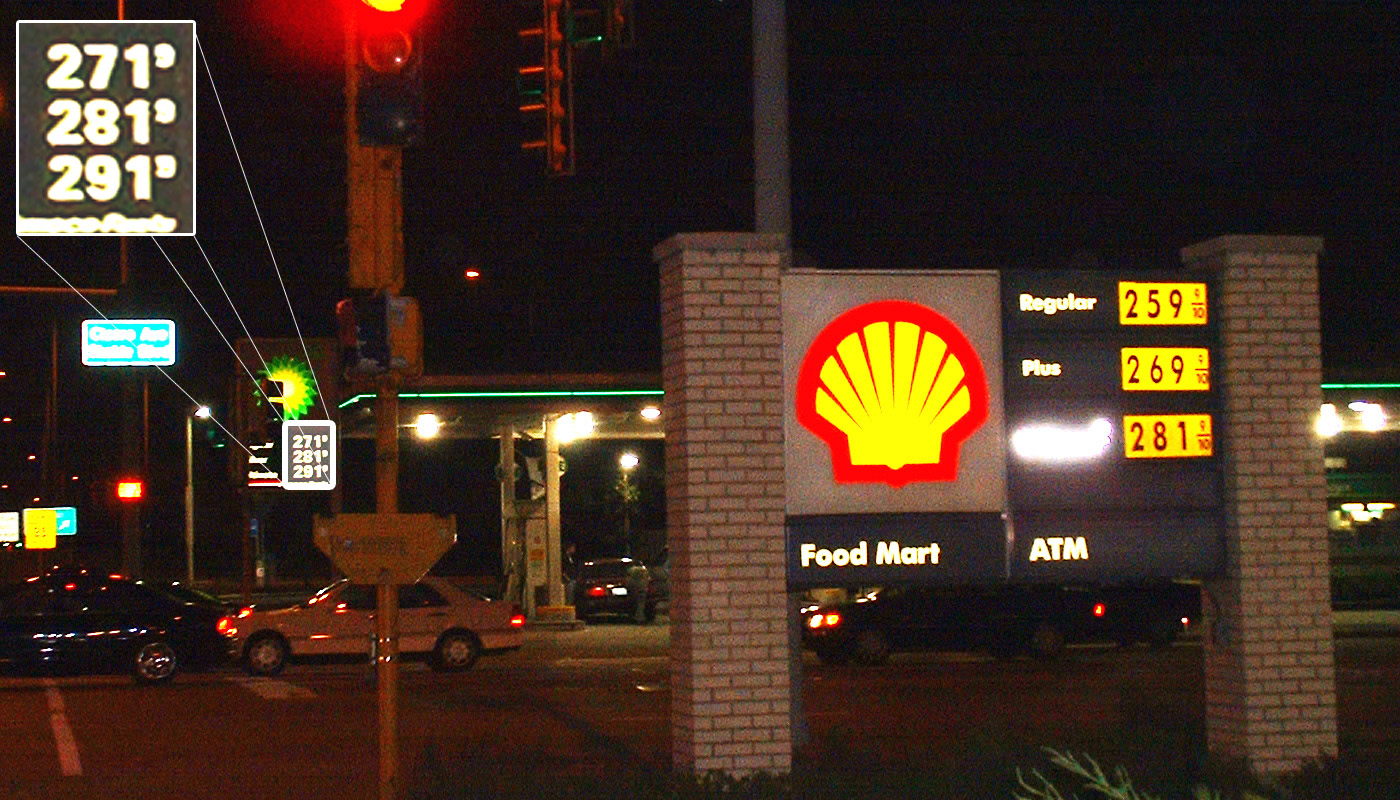
殼牌加油站

化石燃料（英語：fossil fuel）亦稱礦石燃料，指由古生物残骸因被无氧降解而在岩层中形成的各种可被人类用作燃料获取化学能的碳化合物、碳氫化合物及其衍生物混合物，是一类通过地球地壳长期的地质作用过程才形成的不可再生能源。最重要的化石燃料包括煤炭、石油和天然氣等，自第一次工业革命后成为维持工业化活动的重要天然資源，在第二次工业革命后更是成为人类社会最依赖的能量来源，是化工和能源产业赖以生存的主要原料，其中原油通过石油化学精炼生产得到的石油产品也称为石化產品。
化石燃料之间的差異很大，可以從低碳氫比的揮發性气体（如天然气）、到液態或半液态的石油和焦油、到沒有揮發性的固态无烟煤和可燃冰。化石燃料的能量密度使其非常适合为热机提供能源，随着19世纪初第一次工业革命带来的大规模工業發展也使其被广泛運用，从而使得通过蒸汽机和内燃机驱动机械的火力替代了历史上的人力、畜力、风力和水力等原始能源成为人类社会生产的主流。虽然在19世纪末的第二次工业革命中出现了以电动机为主要做功发动机的电气化趋势，發電的時候仍然依赖燃燒化石燃料产生热能将水加热至沸腾产生高压蒸汽推動渦輪機驱动发电机将动能转换成电能，或採用燃氣渦輪引擎直接利用燃氣來推動渦輪機发电。虽然現時很多發電站都已开始利用水电、风电、太阳能和核电等可再生能源，生物燃料和氢燃料等可再生燃料也在普及，但截至2022年超过80%的世界能源消耗量和超过60%的发电量仍然依赖化石能源进行火力发电。
化石燃料是现今温室气体的主要来源，因此也是加快全球變暖和气候变化的因素之一。每年燃燒化石燃料產生的二氧化碳約有213億噸，但通过自然界现有的植被固碳只能吸收其中的一半（这还是在忽略森林砍伐、土地退化和水土流失造成大量植被丧失的情况下），因此每年在大氣中約增加107億噸的二氧化碳，因此降低对化石燃料的消耗是减少温室气体排放的关键，否则任何碳截存的努力都无济于事。在控制消耗的基础上，人类可以采用植树造林、林地复育或人工碳捕集与封存等手段一定程度上逆转化石燃料造成的温室效应加剧。此外一些替代燃料（比如生物乙醇、生物柴油和生物燃气）虽然使用时也会释放二氧化碳，但因其生产源自截存大氣層中的二氧化碳，加上所含杂质较少连带引发的空气污染也更低，因此發展此类技术也有利于減少使用燃料热能造成的碳足迹和环境问题。
化石燃料屬於耗竭性能源，需要千百万年、甚至上亿年才能生成（大部分煤床源自古生代石炭纪的煤炭森林，超过七成的石油和天然气源自中生代的藻类和浮游生物），而被人类使用的消耗速度又遠超過其自然生成速度。因此化石燃料的供應量不足會造成能源危機，特別是從石油提煉出來的汽油影響最大，20世紀下半葉就因為石油供應不足而出現三次石油危機，甚至因此引发地缘政治冲突和战争。
現時，全球各大工业国正趨向發展替代能源来减少对化石燃料的依赖，其中对可再生能源（特别是绿色能源）的技术研发和普及应用被视作是下一轮技术革命的关键领域。

## 来源

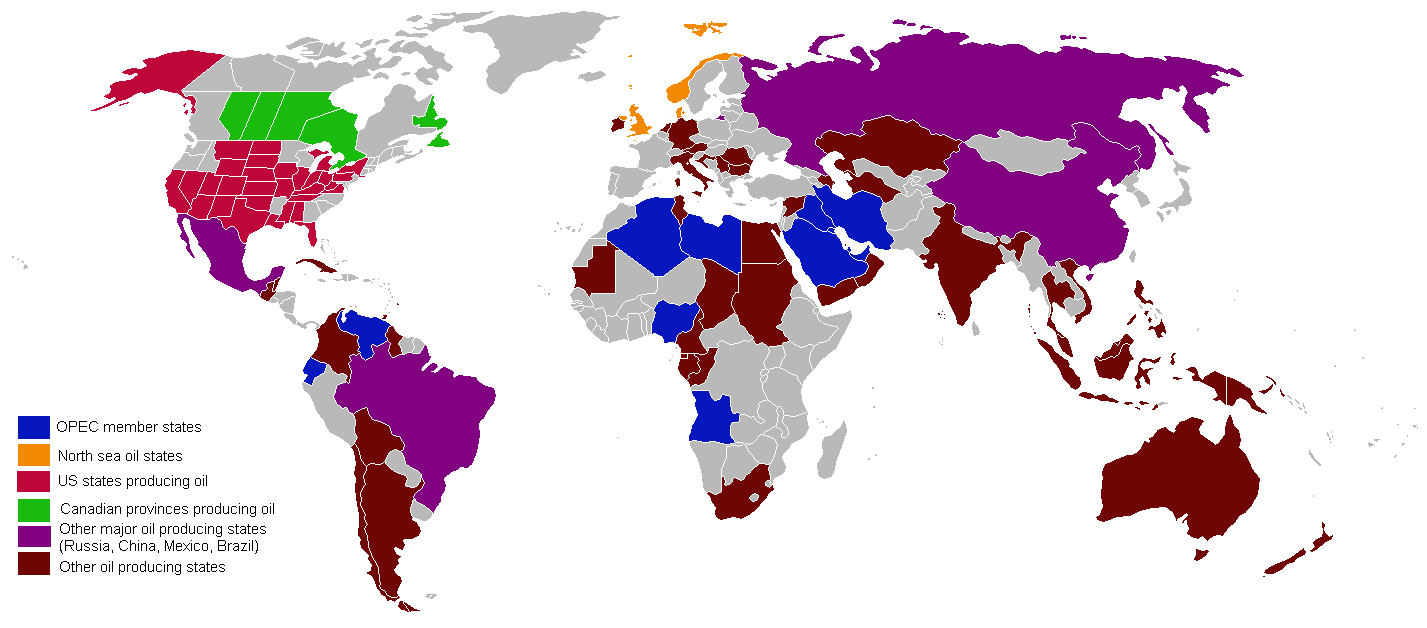
由于油田仅分布在地球上某些特定地点，只有少数的一部分国家可以实现石油的自给自足，其他国家都要依赖于这些国家的石油产能来满足需要

## 有限的化石燃料
石油是一種全球使用量最高的化石燃料，耗盡的時間較其他的較快。可廣泛使用的可再生能源例如生質能源、能量高的核能發電和科學不斷的進步都可減少對化石燃料的依賴。此外，石油使用量高也因為它是石化燃料的提煉物, 用途廣泛。
在供給和需求概念原則的建議下，當化石燃料的供應下降，價格就會上升。因此當化石燃料價格高的時候，能源選擇性會更多，原先普遍被認為不符合經濟效益的可再生能源會成為較符合經濟效益而開發的能源之一。現時，雖然可再生能源的所需要成本及加工技術較普通的石油生產為高及複雜，但在將來的經濟效益較普通的石油生產為高。

### 储量

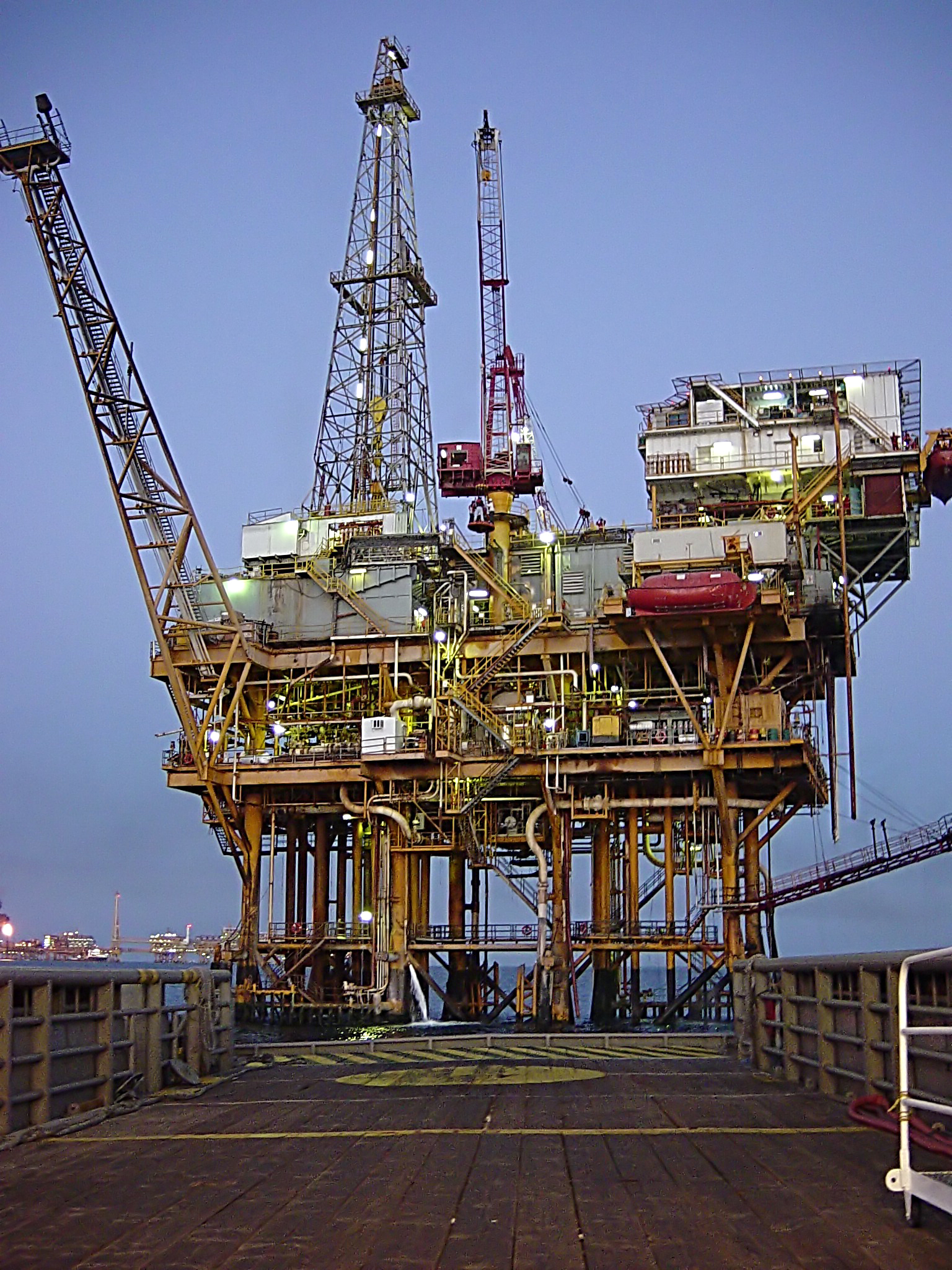
位于墨西哥湾的一个油井

初级能源资源水平是指地下的储量水平。产量则是流量。最重要的初级能源资源是含碳的化石燃料，2002年，煤炭、石油和天然气占初级能源产量的79.6%。
2005-2006年（已探明储量）水平：
- 煤炭：9977.48亿短吨（9050亿公吨），[12]702.1 km3油当量
- 石油：177.9 km3到209.4 km3[13]
- 天然气：6,183–6,381万亿立方英尺（175–181万亿立方米），[13]184.6×109 m3油当量

2006年（每日产量）流量：
- 煤炭：18,476,127短吨（16,761,260公吨），[14]每日 52,000,000桶（8,300,000立方）油当量
- 石油：每日84,000,000桶（13,400,000立方）[15]
- 天然气：104,435万亿立方英尺（2,963万亿立方米），[16]每日19,000,000桶（3,000,000立方）油当量

根据目前已探明储量和上述开采流量预测尚可开采年限：
- 煤炭：148年
- 石油：43年
- 天然气： 61年

根据最乐观的探明储量估计值作出所预测的尚可开采年限：
- 煤炭：417年
- 石油：43年
- 天然气：167年

以上计算是在假设之后的数年间，生产量适中保持在一个固定的水平上，另外所有已探明的储量都可以供开采。实际上，以上三种燃料的消费量在近年来一直在上升。尽管这样看来似乎资源会更快地被使用完，但实际上产量曲线应该是一条钟形曲线。在未来某个时点，各资源在某一区域、国家或全球的产量会达到一个最大值，在这之后，产量会开始衰减，直到生产其不再具有经济价值或者在物理上存在困难时停止。技术、价格、政治政策等因素的变动都可能会产生重大的影响。

### 哈伯特頂點
美國的地質學家哈伯特（King Hubbert）於1953年大膽預言，美國石油出產將於1969年左右達到頂峰，達到了頂峰之後就會一直下降。雖然當時許多專家對他的預測提出質疑，但是在1970年，他所預見的情況真的發生了。從此以後，石油專家把這種情形叫做哈伯特頂點（Hubbert's peak）。有專家提出，全球將於2004年和2015年之間達到哈伯特頂點，這種情形將導致空前的能源危機，因為可代替石油的能源（特別是太陽能）產電效率不夠高。
無論單獨的油田或者某個地帶，石油出產量按照以下的哈伯特曲線發展：
{\displaystyle x={e^{-t} \over (1+e^{-t})^{2}}={1 \over 2+2\cosh t}}

## 环境效应

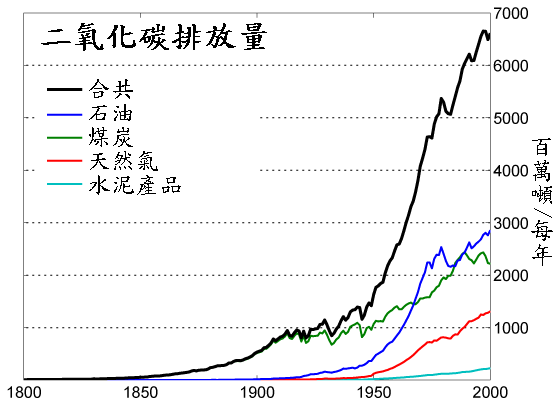
從1800年至2000年間每年每一種化石燃料二氧化碳排放量

美国只有世界上不到5%的人口，但是由于较大的房屋和私家车，美国人消耗了世界上四分之一的化石燃料供应量。在美国，有超过九成的温室气体排放来自于化石燃料的燃烧。化石燃料的燃烧还带来其他空气污染物，例如氮氧化物、二氧化硫、挥发性有机化合物和重金属。

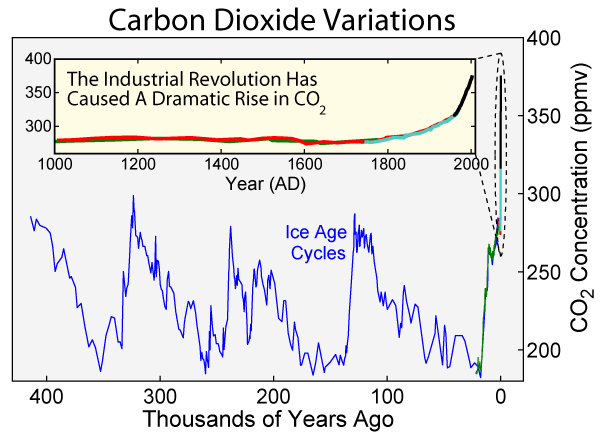
二氧化碳水平在过去40万年的变动情况，自工业革命以来有明显上升

化石燃料的燃烧产生了硫酸、碳酸和硝酸等酸性物质，它们同空气中的水气混合后降落地面，形成酸雨，对于自然环境和建筑物都有腐蚀作用。其中，用大理石或石灰石建成的雕像、纪念碑特别容易被破坏，因为它们的成分都是碳酸鈣，容易被酸腐蚀。
化石燃料还包含放射性物质，主要是鈾和钍，它们被释放到大气中。2000年，全球因为燃烧煤炭，向大气中释放了大约12,000吨的钍和5,000吨的鈾。根据估计，在1982年，美国燃烧的煤炭向大气中释放的放射物质是三哩岛核泄漏事故的155倍。
开采、处理和运输化石燃料也可能产生环境问题。采煤的方法，尤其是移除山顶等往往对于环境有负面影响，离岸石油开采则对于水生生物产生生存威胁。煉油廠对于环境的负面影响主要体现为空气和水污染。运输煤需要动力机车，而运输石油则需要有大型油轮，这都需要消耗更多的化石燃料。

## 外部連結
- 化石燃料的另類介紹
- 一則有關可再生能源取締化石燃料的新聞 （页面存档备份，存于）
- "The Coming Energy Crisis?" （页面存档备份，存于） – essay by James L. Williams of WTRG Economics and A. F. Alhajji of Ohio Northern University（英文）
- "Powering the Future" – Michael Parfit (National Geographic)（英文）
- "Federal Fossil Fuel Subsidies and Greenhouse Gas Emissions"（英文）
- Fossil Fuel Subsidies in Europe（英文）
- Oil companies hit by 'state' cyber attacks （页面存档备份，存于）（英文）